# Protypotherium
Protypotherium — це вимерлий рід ноугулятних ссавців, що походить з Південної Америки в епоху міоцену. Низка близькоспоріднених тварин бере свій початок ще в палеоцені. Скам'янілості Protypotherium були знайдені в формації Deseadan Fray Bentos в Уругваї, формації Muyu Huasi в Болівії, формаціях Cura-Mallín і Río Frías в Чилі, а також у формаціях Santa Cruz, Salicas, Ituzaingó, Cerro Bandera, в формаціях Чічіналес, Сарм'єнто та Колон-Кура в Аргентині.

## Опис

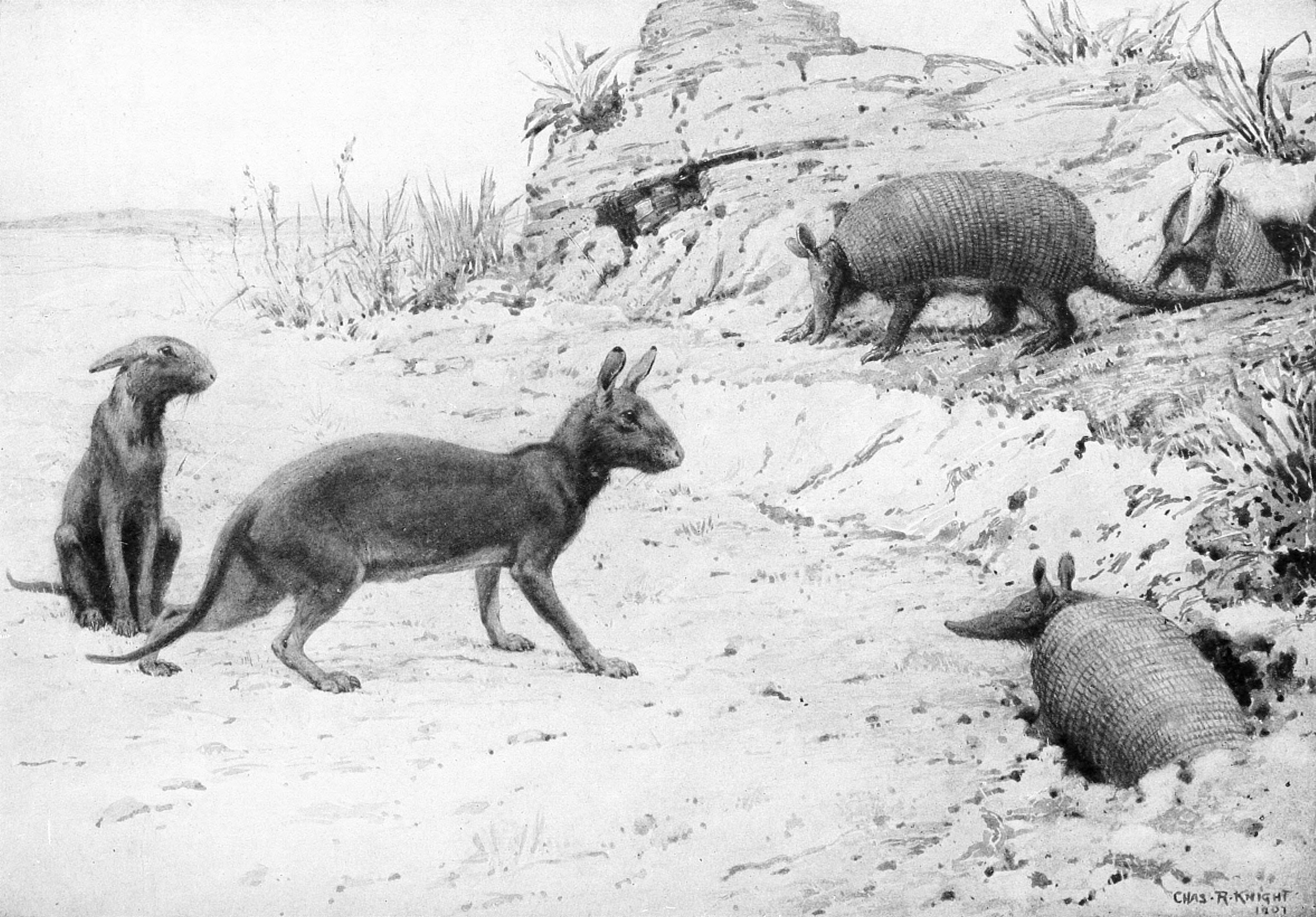
Реставрація P. australe та Stegotherium tesselatum

Протипотерій був трохи більшим за кролика, його довжина становила близько 40 сантиметрів. Тулуб і ноги, а також хвіст цієї тварини були відносно довгими, а шия була короткою. Ймовірно, він нагадував гризуна, маючи тонкі кінцівки з пазуристими лапами. Його пацюковий череп містив набір із 44 неспеціалізованих зубів. 
Судячи з форми його кігтів, Protypotherium був би вправним у копанні та, ймовірно, займав нори інших тварин.

## Види
Було описано такі види Protypotherium:
- P. altum Ameghino 1891
- P. antiquum Ameghino 1882
- P. attenuatum Ameghino 1887
- P. australe Moreno 1882
- P. claudum Ameghino 1889
- P. colloncurensis Vera et al. 2017[6]
- P. diastematum Ameghino 1891
- P. distinctum Cabrera & Kraglievich 1931
- P. endiadys Roth 1898
- P. minutum Cabrera & Kraglievich 1931
- P. praerutilum Ameghino 1887
- P. sinclairi Kramarz et al. 2015[4]

- P. concepcionensis Solórzano et al. 2019